# Виница Брег
Виница Брег је насељено место у саставу општине Виница у Вараждинској жупанији, Хрватска. До територијалне реорганизације у Хрватској налазила се у саставу старе општине Вараждин.

## Становништво
На попису становништва 2011. године, Виница Брег је имала 279 становника.

## Попис1991.
На попису становништва 1991. године, насељено место Виница Брег је имало 308 становника, следећег националног састава:
| Попис 1991.‍  | Попис 1991.‍  | Попис 1991.‍ | Попис 1991.‍ | Попис 1991.‍ |
| ------------ | ------------ | ----------- | ----------- | ----------- |
|              |              |             |             |             |
| Хрвати       | Хрвати       |             | 299         | 97,07%      |
| Словенци     | Словенци     |             | 4           | 1,29%       |
| неопредељени | неопредељени |             | 4           | 1,29%       |
| непознато    | непознато    |             | 1           | 0,32%       |
| укупно: 308  |              |             |             |             |